# Aleksander Kwiatkowski
Aleksander Kwiatkowski lub Aleksander Jaxa-Kwiatkowski (ur. 4 czerwca 1894, zm. 26 kwietnia 1980 w Waszyngtonie) – polski oficer kawalerzysta, funkcjonariusz wywiadu wojskowego i urzędnik konsularny, kawaler Orderu Virtuti Militari.

## Życiorys
Służył w 14 Pułku Ułanów Jazłowieckich we Lwowie, następnie po przewrocie majowym przeniesiony do polskiej służby zagranicznej (1928 w randze rtm.), pełniąc funkcję m.in. urzędnika konsularnego w Moskwie (1928–1931), jednocześnie wykonując zadania wywiadowcze pod kryptonimem „M-1”, kolejno pracownika Ministerstwa Spraw Zagranicznych (1931–1932), konsula w Harbinie (1932–1938) i radcy w Departamencie Konsularnym MSZ (1938–).
Brał udział w działaniach Polskich Sił Zbrojnych na Zachodzie, m.in. pod Tobrukiem (1941). Posiadał stopień płk. Pracownik „Głosu Ameryki” (Voice of America). Mieszkał w stanie Maryland.

## Ordery i odznaczenia
- Krzyż Srebrny Orderu Wojskowego Virtuti Militari nr 2519 (1921)[1]
- Krzyż Niepodległości (20 lipca 1932)[2]
- Krzyż Oficerski Orderu Odrodzenia Polski (3 maja 1928)[3]
- Złoty Krzyż Zasługi
- Medal Pamiątkowy za Wojnę 1918–1921
- Medal Dziesięciolecia Odzyskanej Niepodległości
- Srebrny Medal za Długoletnią Służbę
- Brązowy Medal za Długoletnią Służbę

- Medal Zwycięstwa (Médaille Interalliée)